# Félix Sardá y Salvany
Félix Sardá y Salvany (Sabadell, 21 de mayo de 1841-Sabadell, 2 de enero de 1916) fue un sacerdote, apologista, polemista y escritor español, representante del integrismo católico de la Restauración.

## Trayectoria

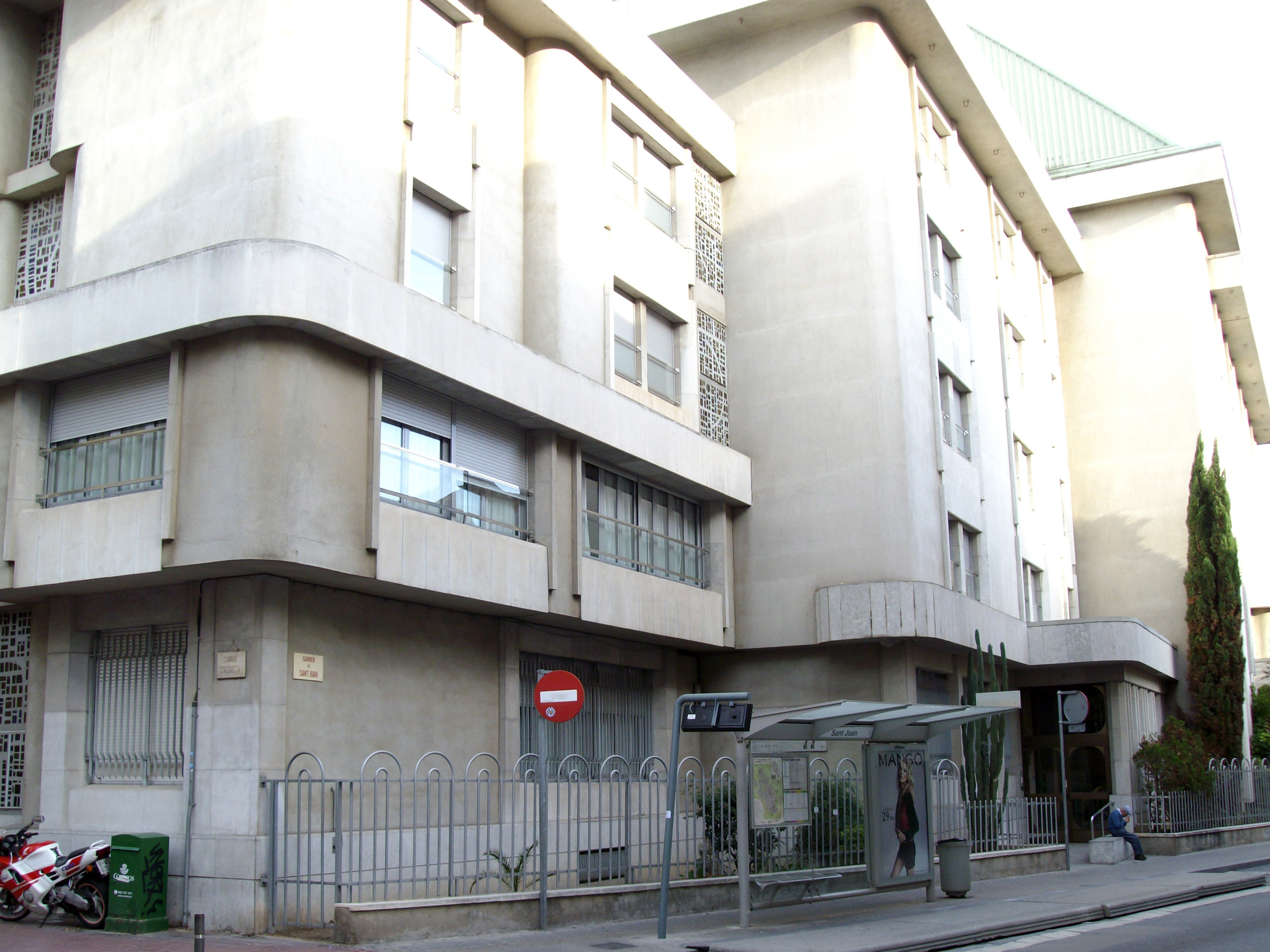
Aspecto actual de la residencia de ancianos en la antigua casa familiar de Félix Sardá y Salvany.

### Familia y primeros años
Nació en la localidad barcelonesa de Sabadell, hijo de Lorenzo Sardá y María Salvany. Perteneciente a una acomodada familia, su padre, heredero de un negocio textil familiar, era oriundo de San Lorenzo Savall y su madre tenía lazos con la familia Oller de Manresa, de la nobleza catalana.

### Formación y vida docente
Tras cursar la enseñanza primaria con los escolapios de su ciudad, ingresó en el Seminario Conciliar de Barcelona en 1855, recibiendo la influencia de los jesuitas que entonces tenían a cargo la institución. En 1864 obtuvo la licenciatura en Sagrada Teología en el Seminario Conciliar Central de Valencia. Un año después, en 1865, fue ordenado sacerdote. Entre 1865 y 1868 fue profesor de Latín y de Humanidades en el Seminario barcelonés. Simultáneamente cursó estudios de Filosofía y Letras y de Derecho en la Universidad de Barcelona, donde obtuvo la licenciatura en Filosofía y Letras, y la licenciatura en Derecho. En 1868 volvió a Sabadell para ocupar un beneficio en la parroquia de san Félix al ser cerrado el seminario a causa de la Revolución de 1868.

### Vida como sacerdote y escritor
Quiso ingresar en la Compañía de Jesús, impidiéndoselo su delicado estado de salud. En tres ocasiones fue incluido en la terna para ser elegido obispo, sin que Sardá aceptara el nombramiento.

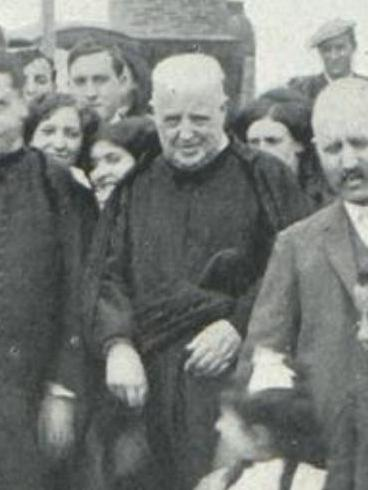
Fotografía de Sardá y Salvany en La Hormiga de Oro (1911)

Militaba en el carlismo, del que se separó en 1888, pasando a ser uno de los principales ideólogos del Partido Integrista dirigido por Ramón Nocedal. De hecho, Sardá y Salvany fue quien propuso aceptar gustosamente como nombre del partido el calificativo despectivo de integrista que le daban sus enemigos políticos. Promovió campañas contra los "mestizos" (católicos partidarios del poder constituido). 
En 1893 asumió la dirección del Diario Catalán, órgano del partido integrista en Barcelona, en el que firmaría sus artículos como «El Sr. X». Acabó separándose del integrismo en 1896 por diferencias de estrategia política con Nocedal y El Siglo Futuro, pues Sardá y Salvany propuso desde el Diario Catalán apoyar alianzas electorales locales con los conservadores alfonsinos.
Se opuso a La Veu de Catalunya, al catalanismo político y a la Liga Regionalista porque, según Sardá, en su regionalismo hacían abstracción de la religión. En 1906 fue contrario al movimiento autonomista de la Solidaridad Catalana.
Creó la primera mutualidad obrera de Sabadell, financiándola en gran parte con su patrimonio, y fundó una caja de socorros en 1882 para facilitar la adquisición de medicamentos a los obreros enfermos, así como otras instituciones de carácter asistencial. Convirtió su casa familiar en un asilo de ancianos, atendido por las Hermanitas de los Ancianos Desamparados desde su creación en 1905, donde pasó sus últimos años de vida y murió de apoplejía el 2 de enero de 1916. A su entierro asistió el pueblo de Sabadell en masa.

## Obras notables

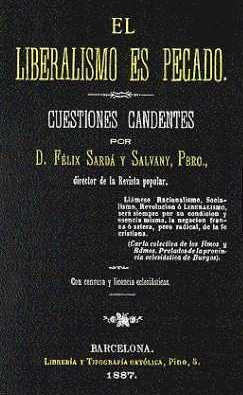
Portada de un ejemplar de El liberalismo es pecado (1887)

Bajo el seudónimo Un obscurantista de buena fe escribió, desde 1869, numerosos artículos y aproximadamente doscientos opúsculos sobre problemas sociales y religiosos, publicados, a partir de 1871, en la Revista Popular, de la que fue director durante cuarenta y tres años.
Con talento rápido, facilidad de réplica, abundancia de argumentos, claridad de estilo y firmeza de carácter y convicciones, polemizó y propagó sus ideas sobre el catolicismo. Defendió el Syllabus y  emprendió campañas contra la masonería,  el espiritismo, el protestantismo, el anarquismo, el naturalismo, el liberalismo y otras corrientes ideológicas afines.
Su obra El liberalismo es pecado, de gran difusión nacional e internacional, sirvió como base doctrinal del tradicionalismo, suscitó apasionadas controversias y se publicaron numerosos libros y folletos en su contra, llegando a intervenir la Sagrada Congregación del Índice, que elogió a Sardá y Salvany y condenó la obra “El proceso del integrismo: refutación de los errores que contiene el opúsculo del Sr Sarda y Salvany “El liberalismo es pecado” (1885), del canónigo y deán de la catedral de Vich Celestino de Pazos Teijeira (natural de Corcubión, La Coruña), destinada a refutar los supuestos errores de aquella.

## Distinciones
En 1922, con motivo del cincuentenario de la creación de la Academia Católica de Sabadell, se colocó una placa en la que fue casa solariega familiar, recordando su nacimiento, muerte y obra.
En 1926 se dedicó a su memoria un libro conteniendo textos anecdóticos, biográficos y bibliográficos.
El Ayuntamiento de Sabadell ha nombrado una plaza de la localidad «Sardá i Salvany» en su honor y memoria. 

## Obras

### Libros:[17]
- Propaganda Católica, Barcelona, Lib. y Tip. Católica, 1883‑1900, 9 vols.
- El clero y el pueblo (1876).
- Lecciones de teología popular (1876, 1ª ed.).
- Las diversiones y la moral (1876).

- El Liberalismo es pecado: cuestiones candentes (Barcelona, 1884, 1ª ed.).
- La piedad al uso (1897).
- Liberalismo casero (1897).

### Opúsculos:
- Los frailes de vuelta: breve y familiar apología de los institutos regulares (1880).
- Ricos muy pobres (1886).
- La santa Inquisición (1887).
- La casa-iglesia y la casa-club (1887).
- El Sagrado Corazón (1894).
- Infierno y Gloria (1896).
- El secreto de la enseñanza laica (1899).
- El Santo Rosario (1899).
- Piezas para un proceso (1899).
- Escuelas laicas, es decir, impías (1899).
- María, Madre de Dios (1899).
- Higiene espiritual (1899).
- La casa de la eternidad (1899).
- Corazones partidos (1899).
- La más justificada justicia (1899).
- Jesucristo y el Evangelio (1899).
- Los amigos del pueblo (1899).
- Dios quiere el corazón (1899).
- Dios no se mete en eso (1899).
- La Santa Cuaresma (1899).
- Belén y la cuestión social (1899).
- Principio y fundamento (1899).
- Terquedades católicas (1899).
- La librería de mi amigo (1899).
- Historia contemporánea (1899).
- Ni fe sin obras, ni obras sin fe (1899).
- Padre nuestro, Ave María y Gloria (1899).
- Más sobre el jesuitismo (1899).
- Más trabajo y menos fiestas (1899).
- Lo de Lourdes (1899).